# Calamidia reticulata
Calamidia reticulata là một loài bướm đêm thuộc phân họ Arctiinae, họ Erebidae.